# Jordi Cervelló i Garriga
Jordi Cervelló i Garriga (Barcelona, 18 d'octubre de 1935 - Figueres, 2 de setembre de 2022) va ser un compositor català.

## Biografia
Va néixer a Barcelona, fill de Josep Cervelló i Bach i de la poetessa Maria Concepció Garriga i Coma. El seu germà Enric (1931-1983) va ser un excepcional pianista de renom a Catalunya, amb una carrera que va començar als onze anys, però es va retirar amb 21 anys per dedicar-se a l'empresa familiar.
Jordi Cervelló va estudiar violí amb Rosa Garcia-Faria i Joan Massià i composició amb Josep M. Roma i marxà més tard a Milà, Siena i Salzburg. Des d'una estètica independent, va cercar un equilibri entre la tradició històrica i la sensibilitat musical contemporània. Va fer també tasques pedagògiques com a professor del Conservatori de Badalona del 1982 al 1996, com a autor del tractat Principis fonamentals sobre la tècnica general del violí, i també com a crític. El 2006 va rebre la Creu de Sant Jordi i l'any 2010 el Premi Nacional de Música. El fons de Jordi Cervelló es conserva a la Biblioteca de Catalunya.
L'impacte de la violència policíaca del Primer d'Octubre el va portar a compondre Les càrregues, una peça de divuit minuts que s'estrenà el 24 de gener de 2021 a l'Auditori de Barcelona per la Banda Municipal de Barcelona, sota la direcció de Salvador Brotons.

## Obres destacades (per gènere, formació i any de composició)

### Música simfònica
| Formació                        | Any de composició | Obra                                                      | Solista                    | Altres versions                     | Publicada per |
| ------------------------------- | ----------------- | --------------------------------------------------------- | -------------------------- | ----------------------------------- | ------------- |
| Orquestra simfònica             | 1982/3            | Vers l'infinit                                            |                            |                                     | EMEC (Seemsa) |
| Orquestra simfònica             | 1999              | Formes per a una exposició                                |                            |                                     | CEM (Seemsa)  |
| Orquestra simfònica             | 2002              | Divertimento 2002                                         |                            |                                     | Boileau       |
| Orquestra simfònica             | 2004/5            | Ybris                                                     |                            |                                     | EMEC (Seemsa) |
| Orquestra simfònica             | 2012              | Voci della natura                                         |                            |                                     | Boileau       |
| Orquestra simfònica             | 2012              | Natura-Contranatura                                       |                            |                                     | Boileau       |
| Orquestra simfònica amb solista | 1983              | La sexta noche                                            | Guitarra                   |                                     | Boileau       |
| Orquestra simfònica amb solista | 2003              | Violin concerto                                           | Violí                      |                                     | Boileau       |
| Orquestra simfònica amb solista | 2010              | Concerto di maggio [1]                                    | Piano                      |                                     | Boileau       |
| Orquestra simfònica amb solista | 2017              | La sfera d'ametista                                       | Violoncel                  |                                     | Boileau       |
| Orquestra de corda              | 1963              | Burlesca ibèrica                                          |                            | quartet de corda o quintet de corda | Boileau       |
| Orquestra de corda              | 1965              | Dos Moviments                                             |                            | quartet de corda o quintet de corda | Boileau       |
| Orquestra de corda              | 1971              | Anna Frank, un símbol                                     |                            |                                     | EMEC          |
| Orquestra de corda              | 1973              | Concerto grosso                                           |                            |                                     | CEM           |
| Orquestra de corda              | 1984/5            | Lux et umbra                                              |                            |                                     | Boileau       |
| Orquestra de corda              | 1991              | 5 cops d'arc fonamentals                                  |                            |                                     | Boileau       |
| Orquestra de corda              | 1992              | Un cant a Pau Casals                                      |                            |                                     | CEM           |
| Orquestra de corda              | 2012              | Ofrena a Franz Schubert                                   |                            |                                     | Boileau       |
| Orquestra de corda              | 2014              | Santa Clara 1714                                          |                            |                                     | Boileau       |
| Orquestra de corda amb solista  | 1974              | La mort i la donzella                                     | Violí                      | violí i quartet o quintet de corda  | Boileau       |
| Orquestra de corda amb solista  | 1993              | Concertino                                                | Violí                      | violí i quintet de corda            | Boileau       |
| Orquestra de corda amb solista  | 1997/8            | Gemini                                                    | Violí i Violoncel solistes |                                     | Tritó         |
| Orquestra de corda amb solista  | 2009              | Clarinet Concertino                                       | Clarinet                   | clarinet i quintet de corda         | Boileau       |
| Banda o grans conjunts de vent  | 2010              | Fanfara els tres tambors per a instruments de vent metall |                            |                                     | Boileau       |
| Banda o grans conjunts de vent  | 2010              | Zéffiro per a piano i banda simfònica                     | Piano                      |                                     | Boileau       |

### Música de cambra
| Formació          | Any de composió | Obra                                                | Publicada per |
| ----------------- | --------------- | --------------------------------------------------- | ------------- |
| Quartet de corda  | 1987/99         | Remembrances                                        | Boileau       |
| Quartet de corda  | 1992            | Epithalamion                                        | Boileau       |
| Quartet de corda  | 2004            | A Bach                                              | Boileau       |
| Quartet de corda  | 2006            | Etüden nach kreutzer                                | Boileau       |
| Quartet de corda  | 2010/12         | Quartet Sant Petersburg                             | Boileau       |
| Trio              | 2009            | Trio “Le matin” per a Violí, Violoncel i Piano      | Boileau       |
| Trio              | 1998            | Dansa d'esmirna per a Flauta, Guitarra i Percussió  | Boileau       |
| Trio              | 2017            | Trio "Il mattino" per a Clarinet, Viola i Piano     | Boileau       |
| Duet de violins   | 1996            | Divertimento I existeix versió per a Flauta i Violí | Boileau       |
| Duet de violins   | 1996            | Divertimento II                                     | Boileau       |
| Violí i Viola     | 1999            | Iscor                                               | Boileau       |
| Viola i Violoncel | 2011            | Entre deux                                          | Boileau       |
| Violí i Piano     | 1969            | Perpetuum mobile                                    | Boileau       |
| Violí i Piano     | 1971            | Romança                                             | Boileau       |
| Violí i Piano     | 1973            | Fid´l                                               | Boileau       |
| Violí i Piano     | 2007            | Tre pensieri                                        | Boileau       |
| Violí i Piano     | 2010            | Duo-Sonata                                          | Boileau       |
| Violí i Piano     | 2011            | Il diavolo                                          | Boileau       |
| Violí i Piano     | 2011            | Ka-din                                              | Boileau       |
| Violí i Piano     | 2013            | Prova di violino                                    | Boileau       |
| Viola i Piano     | 2011            | Tre pensieri                                        | Boileau       |
| Viola i Piano     | 2012            | Tertis Sonata                                       | Boileau       |
| Violoncel i Piano | 2011            | Sonata                                              | Boileau       |
| Violoncel i Piano | 2015            | Heremia                                             | Boileau       |
| Trompeta i Piano  | 2011            | Trumpet Sonata                                      | Boileau       |

### Instrument sol
| Instrument            | Any de composició | Obra                              | Publicada per |
| --------------------- | ----------------- | --------------------------------- | ------------- |
| Violí                 | 1976              | Sonata in cinque tempi            | EMEC          |
| Violí                 | 1994              | Sonatina                          | Boileau       |
| Violí                 | 1998              | 4 Capricci                        | Boileau       |
| Violí                 | 2015              | 2 + 3, Cinc capricci de concurs   | Boileau       |
| Violí                 | 2016              | Profili umani                     | Boileau       |
| Violí                 | 2017              | Sei capricci studi                | Boileau       |
| Viola                 | 2000              | Sonata per a viola                | EMEC          |
| Viola                 | 2000              | Souvenir                          | Boileau       |
| Viola                 | 2000              | Leggenda                          | Boileau       |
| Piano                 | 1973              | Balada a Rubinstein               | Boileau       |
| Piano                 | 1982              | Studio-Fantasia                   | CEM           |
| Piano                 | 1993              | A Franz Schubert                  | Boileau       |
| Piano                 | 1996              | Petita suite                      | Boileau       |
| Piano                 | 1996              | Moment musical                    | Boileau       |
| Piano                 | 2002              | Arabesque                         | Boileau       |
| Piano                 | 2004              | Preludiando                       | Boileau       |
| Piano                 | 2007              | Pensament                         | Boileau       |
| Piano                 | 2007              | Miratge (intermezzo)              | Boileau       |
| Piano                 | 2011              | 4 Intermezzi                      | Boileau       |
| Piano                 | 2017              | Ocells a l'alba                   | Boileau       |
| Piano                 | 2018              | Premonició                        | Boileau       |
| Violoncel             | 1977              | Sonata a la memòria de Pau Casals | EMEC          |
| Violoncel             | 1994              | Homenatge                         | Boileau       |
| Violoncel             | 2017              | Pour Jane                         | Boileau       |
| Clarinet en Si bemoll | 1978              | Trémolo                           | Boileau       |

### Música vocal
| Formació                           | Any de composició | Obra                                           | Obra                                           | Altres versions                  | Publicada per |
| ---------------------------------- | ----------------- | ---------------------------------------------- | ---------------------------------------------- | -------------------------------- | ------------- |
| Veu i orquestra de corda           | 1992              | 2 evocacions, sobre poemes de Màrius Torres    | Música llunyana, en la nit                     | veu i quartet o quintet de corda | Boileau       |
| Veu i orquestra de corda           | 1992              | 2 evocacions, sobre poemes de Màrius Torres    | Dalt del cim                                   | veu i quartet o quintet de corda | Boileau       |
| Baríton, cor i orquestra simfònica | 2011              | Vergine madre, sobre textos de Dante Alighieri | Vergine madre, sobre textos de Dante Alighieri |                                  | Boileau       |
| Baríton, cor i orquestra simfònica | 2013              | Preguiera, sobre textos de Dante Alighieri     | Preguiera, sobre textos de Dante Alighieri     |                                  | Boileau       |

### Arranjaments i revisions
| Formació                              | Compositor     | Obra                         | Tasca realitzada per J. Cervelló | PUblicada per |
| ------------------------------------- | -------------- | ---------------------------- | -------------------------------- | ------------- |
| Violí i piano                         | Joaquim Malats | Serenata española            | transcripció                     | Boileau       |
| Orquestra de corda o Quintet de corda | Pau Casals     | Quartet de corda en Mi menor | transcripció i revisió           | Boileau       |
| Orquestra de corda o Quintet de corda | Pau Casals     | Minuet                       | transcripció i revisió           | Boileau       |